# 2K12 Kub
2K12 Kub (în rusă: 2К12 "Куб"; Cod NATO SA-6 Gainful) este un sistem de apărare antiaeriană destinată protecției trupelor terestre de atacuri aeriene.
Fiecare baterie 2K12 este alcătuită dintr-un număr de vehicule pe șenile similare, dintre care unul poartă un radar cu bandă de 25 kW G / H (cu o bătaie de 75 km ) prevăzut cu vehiculul 1S91 (vehicul SURN, denumit NATO "Straight Flush" un iluminator cu undă continuă, în plus față de dispozitiv optic de ochire. De obicei bateria include, de asemenea, patru transmițătoare cu trei rachete (TEL) și patru camioane, fiecare purtând trei rachete de rezervă și o macara. TEL se bazează pe un șasiu GM-578, în timp ce vehiculul radar 1S91 se bazează pe un șasiu GM-568, dezvoltat și produs de MMZ.

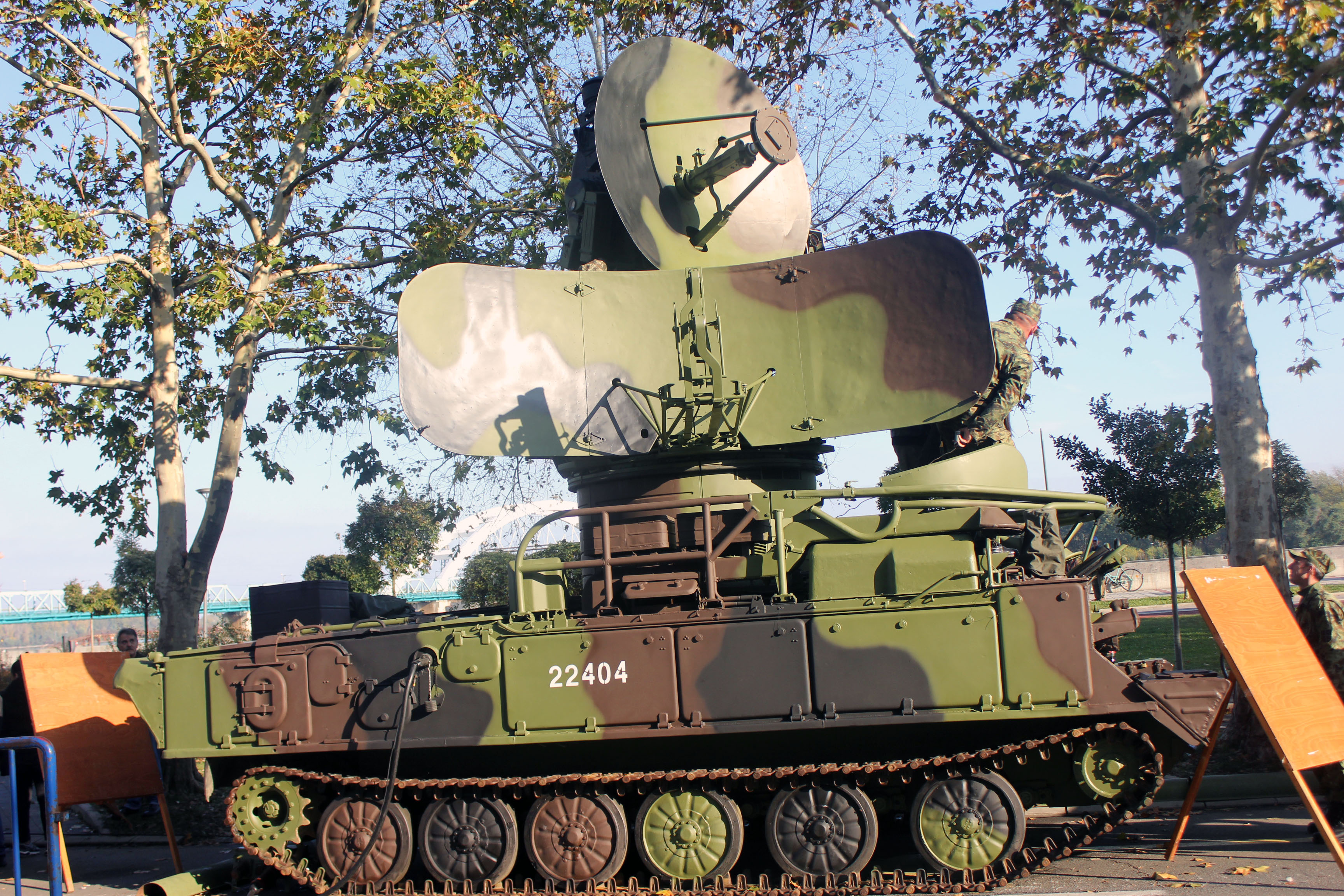
Radiolocator 2K12 KUB

Dezvoltarea sa a fost inițiată la sfârșitul anilor 1950 și s-au construit mai mult de 500 de unități între 1968 și 1985 de către Uniunea Sovietică. Este încă folosit în multe armate ale lumii.
Performanța superioară superioară a armei și noua sa rachetă semi-activă CW a dus la un succes mult mai mare față de cele ale sistemelor SA-2 și SA-3. În timp ce pierderile exacte continuă să fie contestate, aproximativ 40 de aeronave sunt de obicei citate ca fiind doborâte de rachete sol-aer (SAM), iar 2K12 / SA-6 s-a dovedit ca fiind cea mai eficientă dintre cele trei sisteme de rachete. Dar, în conflictele viitoare, performanța sa a scăzut din cauza unor contramăsuri eficiente dezvoltate între timp.

## Dezvoltare

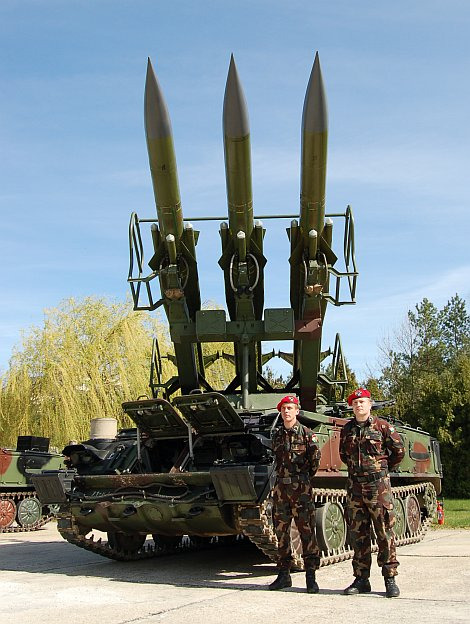
Lansator SA-6 maghiar modernizat

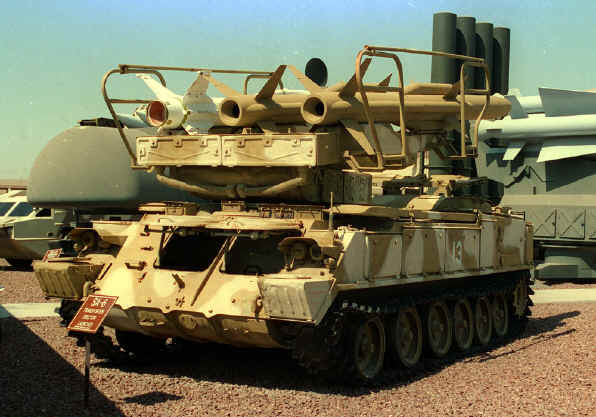
Transportator, macara, lansator 3M9 cu camuflaj de deșert.

Dezvoltarea 2K12 a fost inițiată după 18 iulie 1958 la cererea Comitetului Central al CPSU. Sistemul a fost creat să fie capabilă să atace ținte aeriene care se deplasau cu viteze de la 420 la 600 m/s, la altitudini de la 100 la 7.000 m, cu rază de acțiune de până la 20 km, cu o probabilitate de ucidere cu o singură lovitură de cel puțin 0,7.
Proiectarea sistemului era responsabilitatea Institutului de Cercetări Științifice din Tikhomirov (NIIP). În plus față de NIIP, alte câteva birouri de proiectare au fost implicate în dezvoltarea sistemului de rachete Kub, inclusiv Uzina de Construcție de mașini din Mitișchi, care a proiectat și a produs șasiul componentelor autopropulsate. Multe dintre birourile de proiectare au continuat să coopereze în dezvoltarea succesorului rachetei 2K12 "Kub", la SA-6 9K37 "Buk".

## Istoric operațional

### Orientul Apropiat

#### Războiul de Iom Kipur
Egiptul și Siria 2K12 au surprins militarii israelieni în Războiul de Iom Kipur din 1973, pentru că israelienii erau obișnuiți să aibă superioritate aeriană pe câmpul de luptă. 2K12 foarte mobil, a avut superioritate față de A-4 Skyhawk mai lente și chiar în cazul avioanelor F-4 Phantom, formând o umbrelă de protecție, până când trupele puteau fi îndepărtate. Echipamentele de avertizare radar de pe avioanele israeliene nu alertau piloții despre faptul că erau în bătaia unui semnal radar. Odată ce sistemele de avertizare RWR au fost reprogramate și tactica schimbată, rachetele Kub nu mai reprezentau o amenințare atât de gravă, dar încă produceau pierderi grele aviației israeliene.

## Utilizatori

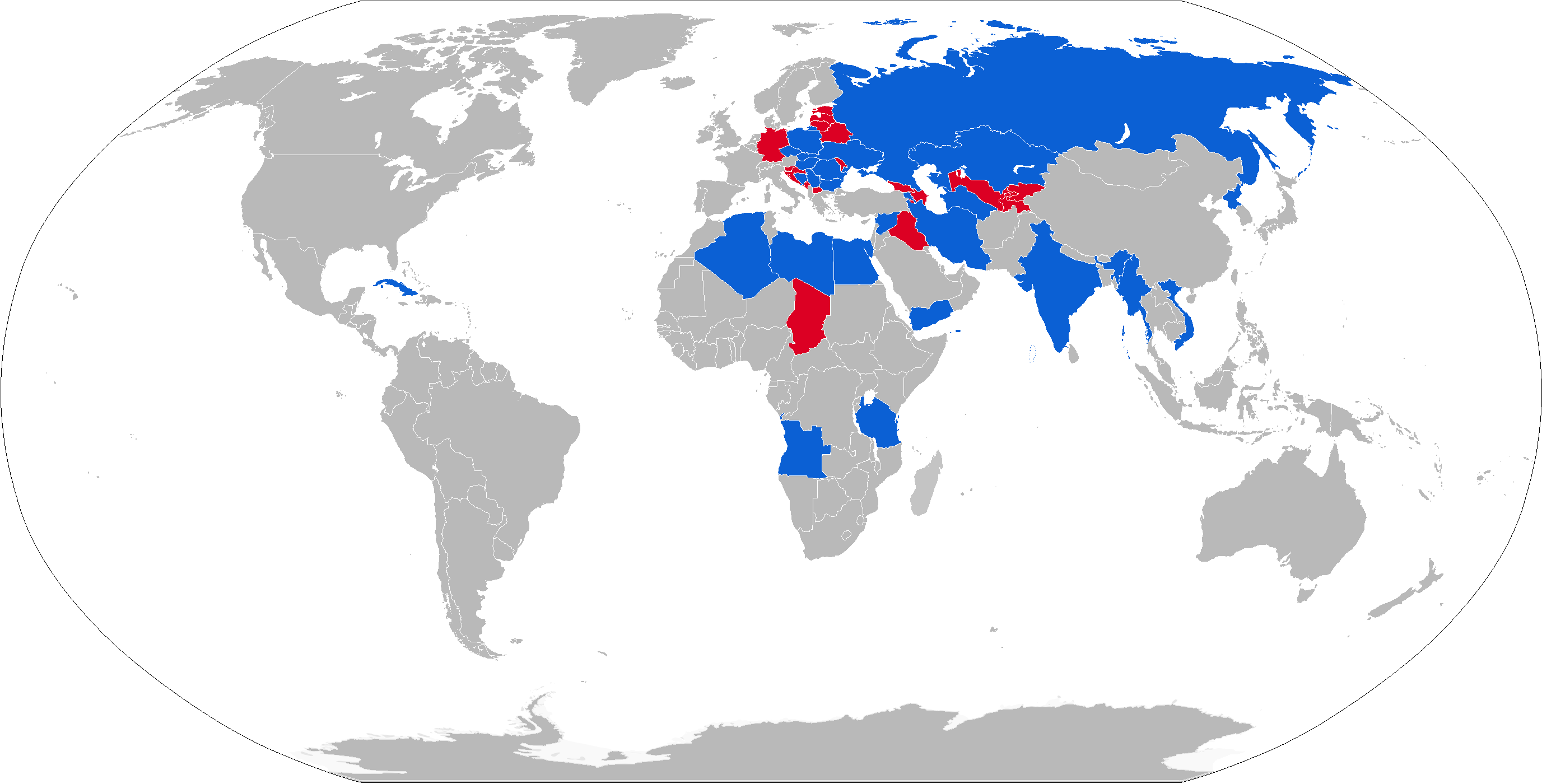
Harta operatorilor sistemului 2K12 albastruː în prezent, roșuː foști operatori

| - Algeria - Angola - Armenia - Bulgaria - Cuba - Cehia - Egipt - Etiopia | - Ungaria - India - Iran - Kazahstan - Myanmar - Coreea de Nord - Polonia - România | - Rusia - Serbia - Slovacia - Siria - Ucraina - Vietnam - Yemen - Turkmenistan |